# Hiéroglyphe égyptien A11
Le hiéroglyphe égyptien A11 (homme assis tenant un sceptre et une crosse) est classifié dans la section A « L'Homme et ses occupations » de la liste de Gardiner ; il y est noté A11.

## Représentation
Il représente un homme accroupi, en génuflexion, bras droit en équerre tenant un sceptre S42 et bras gauche replié en retrait tenant une crosse S39 appuyée sur son épaule gauche. Il est translittéré ḫnms.

## Utilisation
| x · n | m | s | A11 |

| x · n | m | s | A11 |

| A21 |

| A21 |